# Luigi Minisini
Luigi Minisini (San Daniele del Friuli, 1816 – Ronchi di campanile, 6 settembre 1901) è stato uno scultore italiano.
Le sculture di Minisini hanno una forte componente intimistica e sono rese con una lavorazione morbida e attenta agli effetti luministici. Per qualcuno, Minisini fu "l'ultimo dei canoviani e il primo dei realisti".

## Biografia

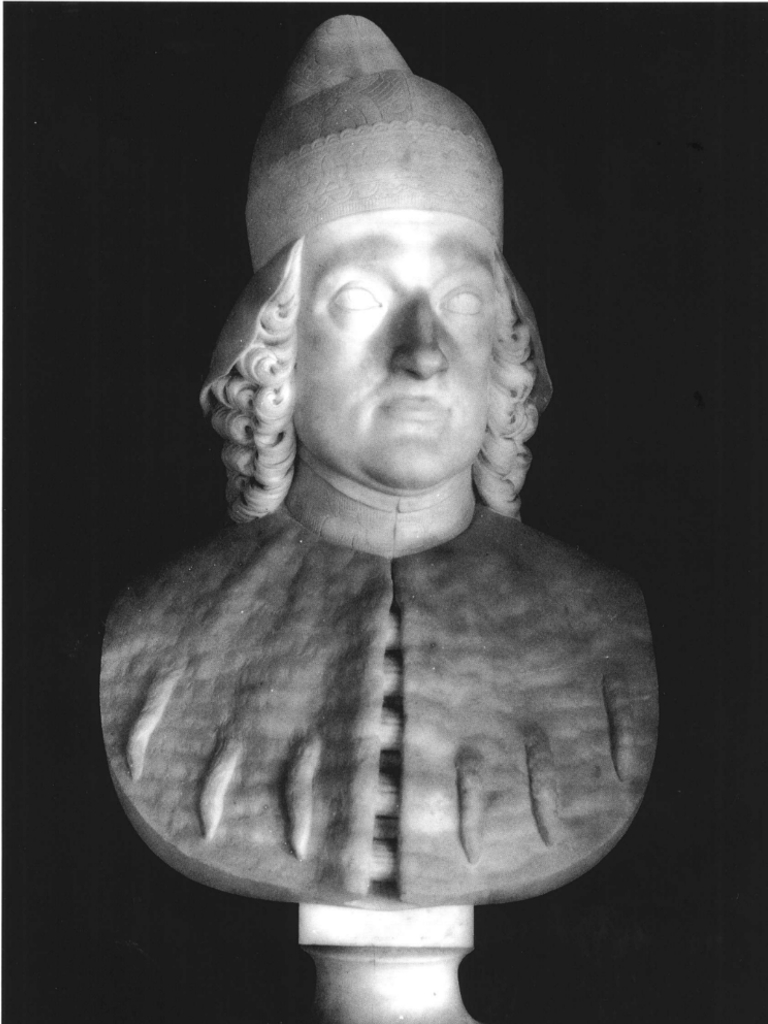
Busto di Marco Foscarini (precedente al 1847) collocata al Palazzo Loredan di Campo Santo Stefano, a Venezia

Nato nel 1816 a San Daniele del Friuli da una famiglia di umili origini, Luigi Minisini si formò pressò Luigi Zandomeneghi all'Accademia di Belle Arti di Venezia. Dopo aver aperto uno studio a Venezia, Minisini si specializzò nel campo della scultura cimiteriale e nel genere ritrattistico. La sua scultura in gesso de La pudicizia (1848-51), raffigurante un'adolescente che si copre le nudità, venne dapprima presentata all'Esposizione di Belle Arti di Venezia del 1851 e successivamente tradotta in marmo su commissione dell'archeologo Francesco Antonini che però rifiutò l'opera per via del prezzo che giudicava troppo alto. L'opera ricevette ottimi riscontri di critica, venne elogiata da Teobaldo Ciconi, amico dello scultore, da Jacopo Scolari, che le dedicò un sonetto e verrà esposta presso l'Esposizione universale di Parigi del 1867. Inoltre, La pudicizia contribuì alla fortuna dello scultore che venne premiato con la medaglia d'oro per la tecnica scultorea presso l'esposizione veneziana del 1854. Nel 1852, Minisini realizzò due statue raffiguranti Eracle e Democrito per il palazzo dei Mangilli di Udine, nel 1853 concluse il suo monumento in onore a Domenico Rubini, collocato nel cimitero monumentale di Udine e considerato uno dei suoi capolavori, mentre nel 1856 ultimò una statua funebre dell'arcivescovo Zaccaria Bricito che fu collocata due anni più tardi nel duomo di Udine. Della sua Il Bambino dormiente, furono realizzate tre copie e una di esse fu portata a Liverpool. Fra il 1863 e il 1864 terminò il bassorilievo per la cappella Rossetti e il Monumento funebre per Gaspare Luigi Gaspari, entrambi situati nel cimitero di Latisana. Minisini fu anche attivo nel campo della ritrattistica, come confermano le sue opere dedicate a Odorico da Pordenone, Valentino Presani e Teobaldo Ciconi. Il 13 maggio 1866 fu collocato nell'atrio del palazzo Bartolini di Udine un busto di Dante Alighieri realizzato dall'artista sandanielese durante lo stesso giorno in cui veniva inaugurato il Museo friulano (che verrà in seguito trasferito presso il castello di Udine). Minisini morì a Ronchi di Campanile, nel padovano, nel 1901. Dopo molti anni, l'artista fu rivalutato dalla critica d'arte contemporanea.

## Vita privata
Nel 1845, Minisini sposò Annetta Cecconi, che però lo lasciò presto vedovo. Nel 1859 sposò in seconde nozze Vittoria Meschini. Da quest'ultima ebbe una figlia, Italia, morta in giovane età.